# Tadjikistan aux Jeux olympiques d'été de 2004
Le Tadjikistan participe aux Jeux olympiques d'été de 2004 à Athènes.

## Athlètes engagés

### Tir à l'arc
Femmes
| Athlète         | Tournoi    | Tour de qualification | Tour de qualification | Trente deuxième de finale | Trente deuxième de finale | Seizième de finale | Seizième de finale | Huitième de finale | Huitième de finale | Quart de finale | Quart de finale | Demi-finale | Demi-finale | Finale     | Finale | Finale |
| Athlète         | Tournoi    | Score                 | Place                 | Adversaire                | Score                     | Adversaire         | Score              | Adversaire         | Score              | Adversaire      | Score           | Adversaire  | Score       | Adversaire | Score  | Rang   |
| --------------- | ---------- | --------------------- | --------------------- | ------------------------- | ------------------------- | ------------------ | ------------------ | ------------------ | ------------------ | --------------- | --------------- | ----------- | ----------- | ---------- | ------ | ------ |
| Nargis Nabiyeva | Individuel |                       |                       |                           |                           |                    |                    |                    |                    |                 |                 |             |             |            |        | 55e    |

### Athlétisme
- Femmes
  - Gulsara Dadabayeva : 53e du marathon
- Hommes
  - Dilshod Nazarov : lancer du marteau : aucun de ses trois lancers n'a été mesuré

### Boxe
| Athlète         | Tournoi             | Seizième de finale          | Huitième de finale  | Quart de finale     | Demi-finale         | Finale              |
| Athlète         | Tournoi             | Adversaire Résultat         | Adversaire Résultat | Adversaire Résultat | Adversaire Résultat | Adversaire Résultat |
| --------------- | ------------------- | --------------------------- | ------------------- | ------------------- | ------------------- | ------------------- |
| Sherali Dostiev | Mi mouches (-48 kg) | Harry Tañamor Défaite 12-17 |                     |                     |                     |                     |

### Tir
| Athlète        | Tournoi        | Qualification | Qualification | Finale   | Finale | Rang |
| Athlète        | Tournoi        | Résultat      | Rang          | Résultat | Rang   | Rang |
| -------------- | -------------- | ------------- | ------------- | -------- | ------ | ---- |
| Sergey Babikov | 10m air pistol |               |               |          |        | 10e  |

### Lutte
Aucun lutteur du Tadjikistan n'a passé le premier tour durant ces Jeux
- Hommes
  - Yusup Abdusalomov (-74 kg libre)
  - Shamil Aliyev  (-84 kg libre)
- Femmes
  - Natalia Ivanova (-63 kg libre)
  - Lidiya Karamchakova (-48 kg libre)